# Vértesszőlős
Vértesszőlős (prononcé [ˈveːɾtɛsˌsølːøːʃ] à peu près « vértèsseulleuch ») est une commune du département de Komárom-Esztergom, à une soixantaine de kilomètres au nord-ouest de Budapest, en Hongrie. C'est aussi, depuis la découverte à partir de 1963 de vestiges lithiques, de fossiles humains, et de traces de domestication du feu datés d'environ 380 000 ans, le plus célèbre site préhistorique de Hongrie.

## Géographie
Vértesszőlős se situe entre les villes de Tata et Tatabánya, en un lieu de passage extrêmement fréquenté où l'on trouve à la fois, sur l'axe Budapest-Vienne, la route no 1, la voie ferrée et l'autoroute M1.

## Histoire
Vértesszőlős signifie en français « vignoble de Vértes ». Des vignerons royaux habitaient autrefois la localité.
Le village est mentionné pour la première fois en 1244. Il est plusieurs fois détruit à l'époque de l'occupation ottomane. Au début du XVIIe siècle, il fait partie des biens de la maison Esterházy, et au même moment la population s'accroit du fait de l'installation de Slovaques.

## Site préhistorique

### Historique
Le village a donné son nom à un site préhistorique immense situé sur une terrasse de la rivière Atalér. Découvert lors de la mise en exploitation d'une carrière de travertin, le site est fouillé de 1963 à 1968 sous la direction du préhistorien hongrois László Vértes.

### Datation
Les couches archéologiques sont incluses dans des sables loessiques, qui sont sous-jacents à des travertins datés de 350 000 ans par la méthode uranium-thorium. Elles reposent sur d'autres niveaux de sable datés de 700 000 ans par la méthode de la thermoluminescence.
Les vestiges de faune comprennent principalement des fossiles d’Equus, devant le cerf, le bison et l’ours. On trouve également une abondante microfaune et de nombreux mollusques d’eau douce.
Henry de Lumley donne aux couches archéologiques un âge d'environ 380 000 ans.

### Industrie lithique
Le site a livré une industrie lithique non acheuléenne sur galets de quartzite et de silex. L'industrie comporte de petits galets taillés, interprétés comme des outils, ainsi que des racloirs et des éclats retouchés,.

### Domestication du feu
Le site est également connu pour avoir livré des traces de foyers, attestant de la domestication du feu il y a environ 380 000 ans, et figurant ainsi parmi les plus anciens sites de ce type connus en Europe. Les hommes entretenaient le feu dans des petits foyers de 40 à 70 cm. Les foyers ne contenant pas de charbon de bois mais une grande quantité d’os calcinés, ils étaient vraisemblablement alimentés avec des ossements en guise de combustible. Il est possible que ce choix d’utiliser des os s’explique par la présence de graisses, qui dégagent plus de chaleur et retardent la combustion.

### Fossiles humains
Le site a livré deux dents déciduales et une calotte crânienne d'adulte, surnommée Samu, aujourd'hui attribuée à l'espèce Homo heidelbergensis. Les caractères observés sur le crâne évoquent une forme intermédiaire entre Homo ergaster et l'Homme de Néandertal.

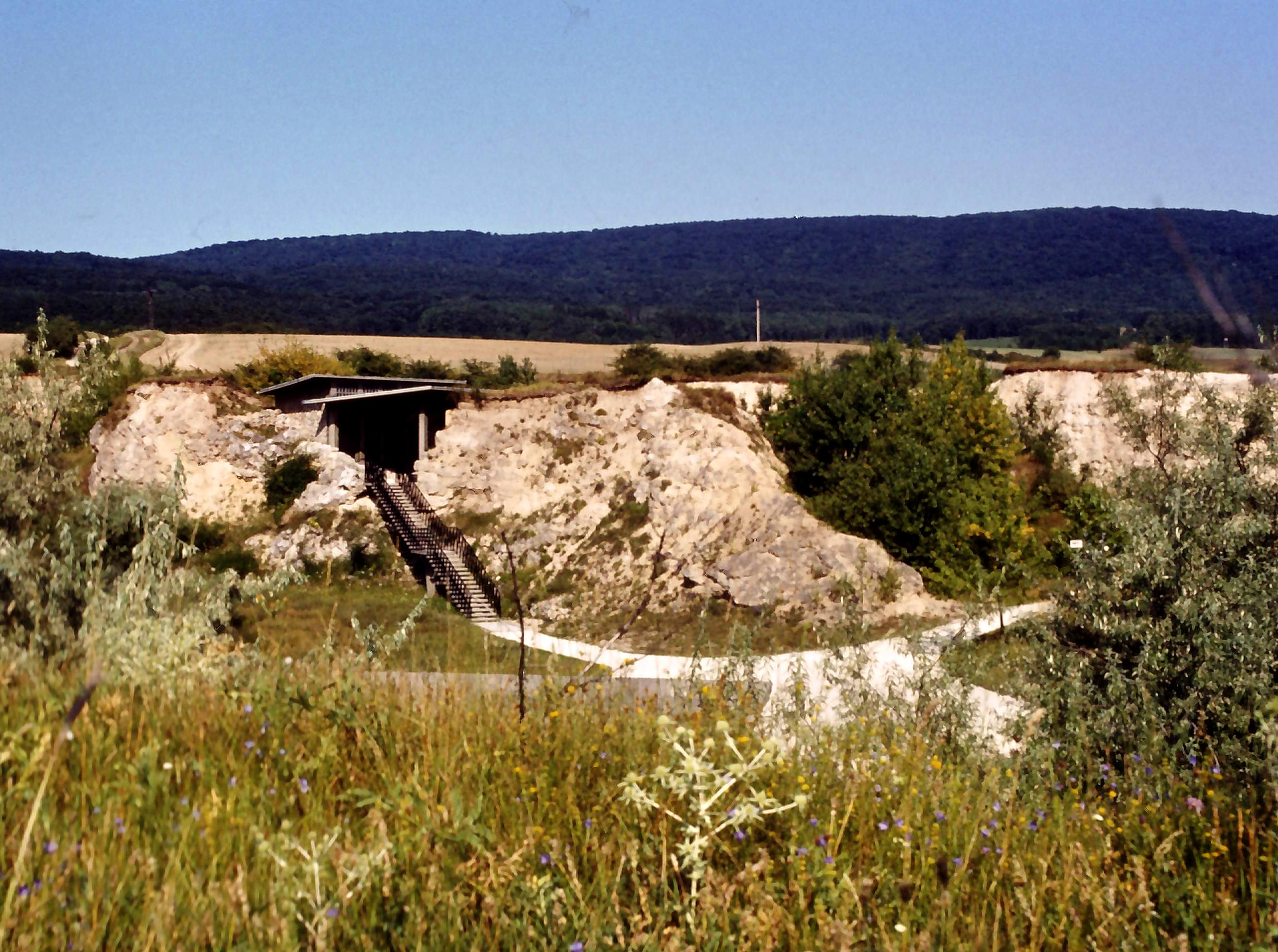
Site préhistorique
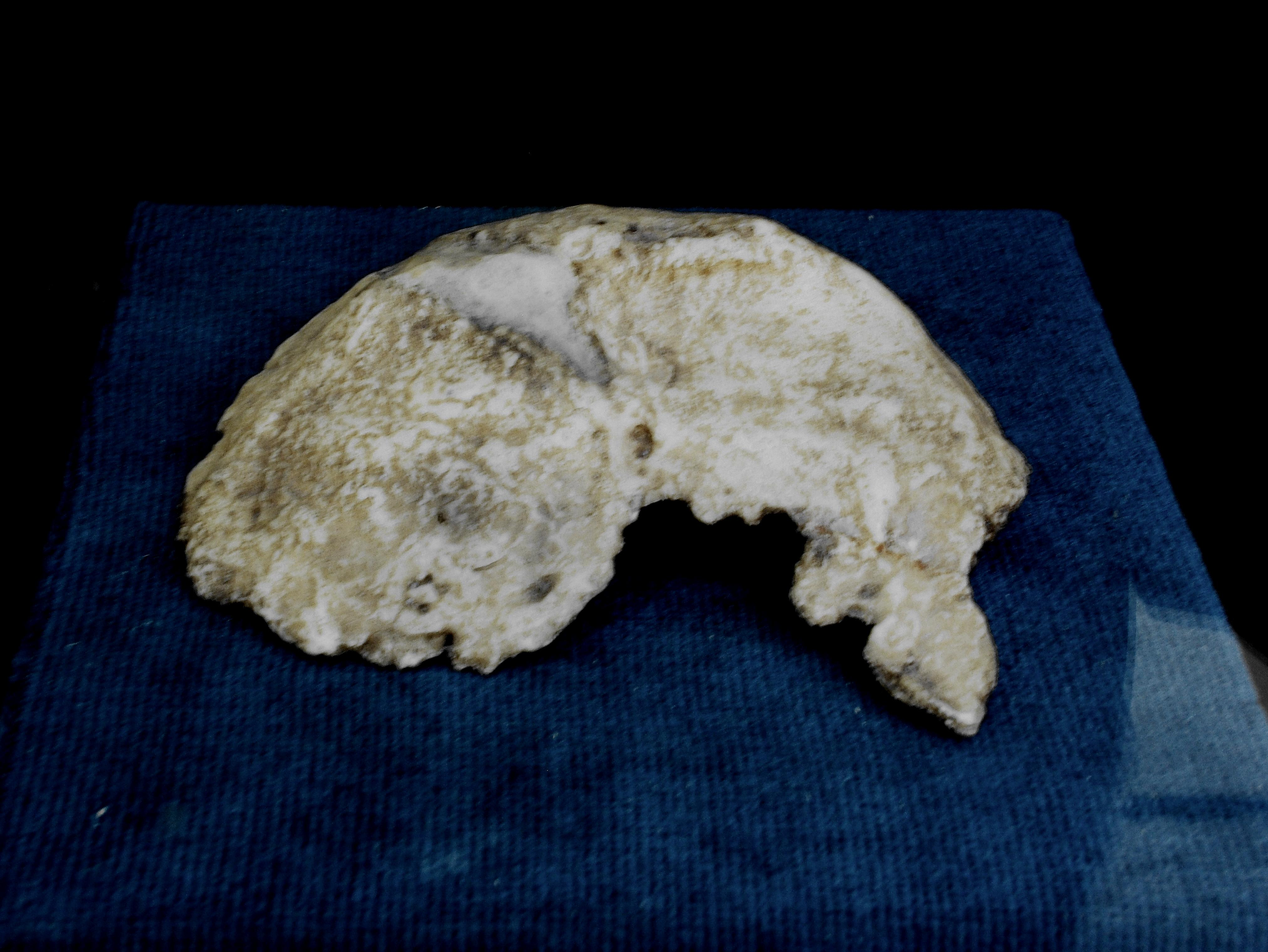
Samu, l'Homme de Vértesszőlős
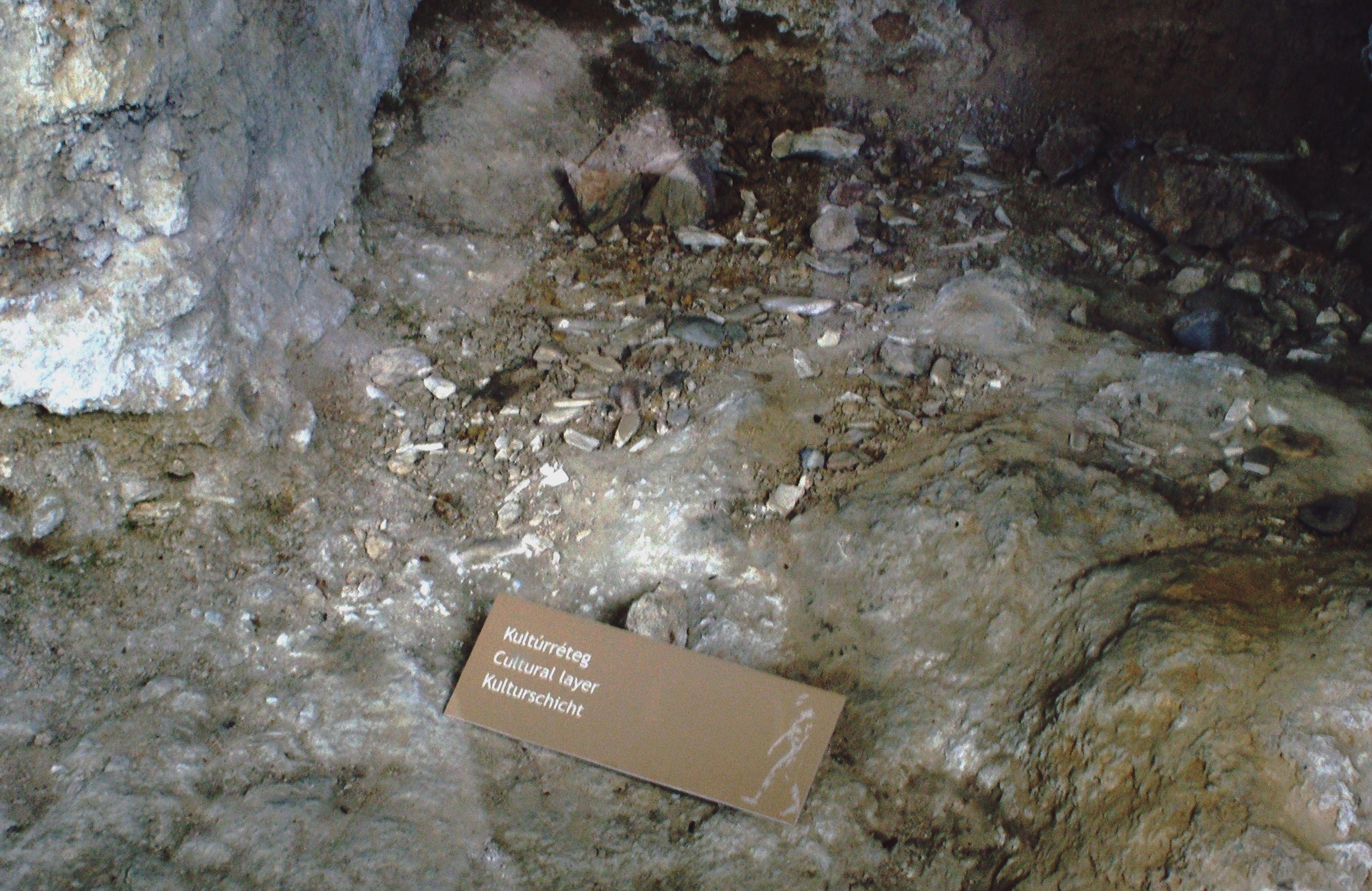
Couche archéologique
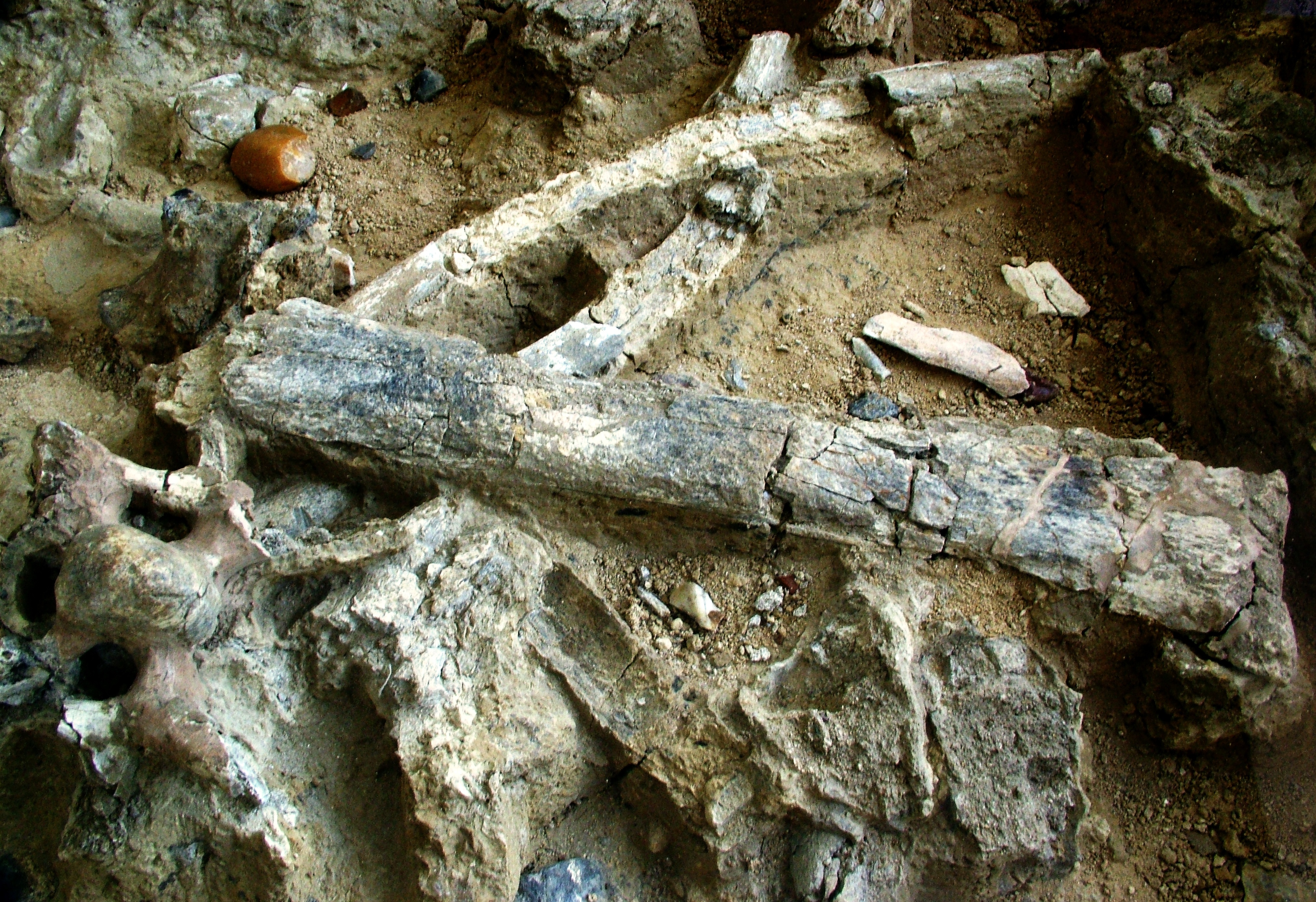
Détail
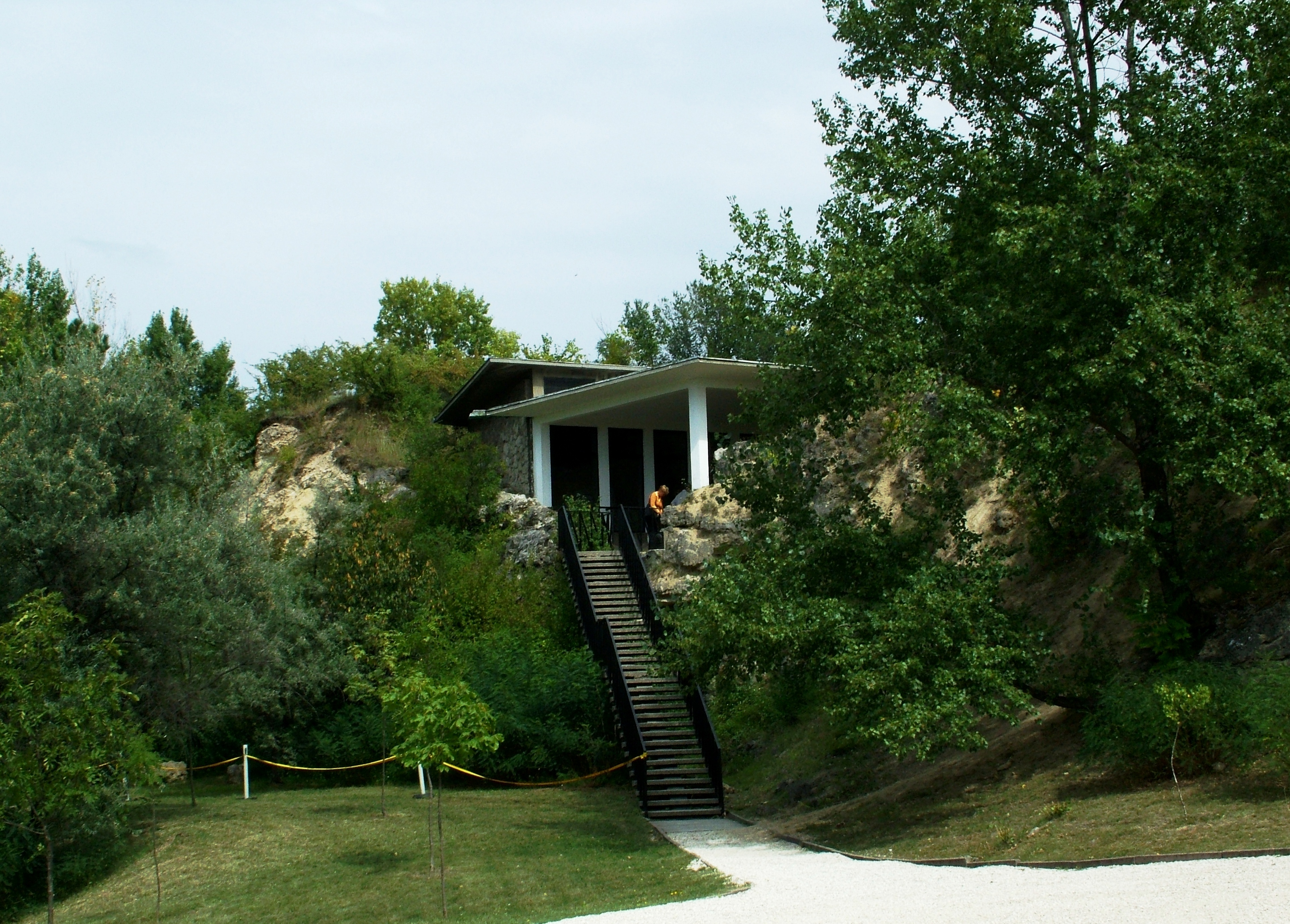
Musée sur le site

### Musée
Un musée de plein air ouvert à la visite a été aménagé sur le site.